# Oracy Nogueira
Oracy Nogueira (Cunha,  17 de novembro de 1917 – Cunha, 16 de fevereiro de 1996) foi um sociólogo brasileiro.

## Biografia
Oracy Nogueira nasceu em Cunha, onde viveu até os dez anos de idade. A família se mudou para Catanduva em 1928, e logo para Botucatu em 1931/32, onde Oracy completou o ginásio. Em 1932, com quatorze anos, Oracy participou como voluntário da Revolução Constitucionalista de São Paulo. Em 1933/34, trabalhou como repórter e redator no Correio de Botucatu, tendo filiado-se ao Partido Comunista Brasileiro, ao qual permaneceria vinculado até meados dos anos 1960. Em 1936/1937, com 19 anos, Oracy se isolou da família para tratamento de saúde em São José dos Campos.
Já aposentado Oracy ainda escreveria, entre outras coisas, a expressiva Introdução a seu livro "Tanto preto quanto branco" (1985), que re-edita seus artigos sobre relações raciais e a original biografia "Negro político, político negro" (1992) que mistura ficção à pesquisa histórica e sociológica na narrativa da trajetória pessoal e política do Dr. Alfredo Casemiro da Rocha, prefeito de Cunha na Primeira República. 
Oracy Nogueira faleceu em Cunha, a 16 de fevereiro de 1996.

## Vida Acadêmica
Ingressou em 1940 no curso de bacharelado da Escola Livre de Sociologia e Política (ELSP), em São Paulo, como estudante-bolsista de Donald Pierson, e lá conheceu Lisette Toledo Ribeiro que viria a tornar-se sua esposa, colaboradora e mãe de seus quatro filhos. Donald Pierson era professor de sociologia e antropologia, obtivera seu doutoramento em Chicago, sob a orientação de Robert Ezra Park. Pierson passou dezesseis anos em São Paulo como docente, e na opinião de Oracy, "verdadeiro diretor acadêmico da ELSP" . Na Escola, Oracy foi aluno de Radcliffe-Brown, Herbert Baldus, Sérgio Milliet e Emilio Willems, entre outros, permanecendo estreitamente vinculado à instituição e a Pierson, até o ano do retorno deste aos Estados Unidos em 1952.
Em 1942, Oracy concluiu o bacharelado. Em 1945, o mestrado com a dissertação "Vozes de Campos de Jordão". Experiências sociais e psíquicas do tuberculoso pulmonar no Estado de São Paulo", publicada em 1950. 
Ainda em 1945, por meio de um convênio firmado entre a ELSP e a Universidade de Chicago, seguiu para os Estados Unidos para a realização do doutoramento naquela Universidade. Lá permanece sob orientação de Everett Hughes, cumprindo créditos nos Departamentos de Sociologia e de Antropologia até 1947, tendo sido aluno de W. L. Warner, Robert Redfield, Louis Wirth, o próprio Hughes, entre outros. Retorna ao Brasil para confecção da tese, que entretanto não chega a ser defendida: sendo filiado ao Partido Comunista Brasileiro, em 1952, em pleno macartismo, seu visto para retorno aos Estados Unidos é negado.
Na ELSP, Oracy ensinou no curso de graduação desde 1943 e, a partir de 1947, no de pós-graduação, desenvolvendo simultaneamente atividades de pesquisa. Integrou também a direção da Revista Sociologia, de 1948 até 1958. Data dessa época também sua colaboração com a Comissão Paulista de Folclore, liderada por Rossini Tavares Lima e sua participação nos debates conceituais então travados pelo Movimento Folclórico.
Em 1952, no mesmo ano em que Pierson deixou o Brasil, Oracy aceitou o convite para a cadeira de Ciência da Administração na Faculdade de Ciências Econômicas e Administrativas da Universidade de São Paulo (USP) e para o Instituto de Administração anexo. Em 1955, ele se efetiva como técnico do Instituto de Administração da USP (então dirigido por Mário Wagner Vieira da Cunha, que também passara pela ELSP), logo tornando-se chefe do Setor de Pesquisas Sociais.    
Em 1957, ele foi para o Rio de Janeiro trabalhar no Centro Brasileiro de Pesquisas Educacionais (CBPE) do Instituto Nacional de Estudos Pedagógicos do Ministério da Educação, a convite de Darcy Ribeiro, seu ex-aluno na ELSP. Nesse contexto, Oracy publica "Família e Comunidade: um estudo sociológico de Itapetininga" (1962). Resultado de pesquisa de 10 anos (1947-1956), o livro é um clássico na área dos estudos sobre família demonstrando a importância sociológica da organização familiar, uma vez que a história  da comunidade se entrelaça com a de  certas famílias. Oracy volta  a São Paulo em 1961, como técnico do Instituto de Administração, desligando-se finalmente da ELSP. Em 1967, defendeu junto à cadeira de Sociologia II da Faculdade Municipal de Ciências Econômicas e Administrativas de Osasco sua tese de Livre Docência, um estudo também pioneiro: Contribuição ao estudo das profissões de nível universitário no Estado de São Paulo. 
Em 1968, Oracy é integrado como docente na área de Sociologia da Faculdade de Ciências Econômicas e Administrativas da USP. Em 1970, transfere-se para o Departamento de Ciências Sociais da Faculdade de Filosofia, Letras e Ciências Humanas, como responsável pela cadeira de "Métodos e técnicas de pesquisa". Em 1978, volta à Faculdade de Economia e Administração através do concurso para professor titular de Sociologia aplicada à economia, onde permanece até a aposentadoria em 1983.

## Pensamento
Oracy Nogueira integra uma geração cuja trajetória se entrelaça com a das ciências sociais no país, integrando a primeira turma de mestres em ciências sociais formadas no país pela Escola Livre de Sociologia e Política de São Paulo. Sua obra inovadora aborda decisivamente temas como o estigma e o preconceito, sendo ele o criador do importante conceito de Preconceito de marca para compreender a dinâmica própria do racismo brasileiro, em contraste com o Preconceito de origem que caracterizaria o racismo norte-americano. Outros temas estudados por ele são a familia e o parentesco, metodologia e técnicas de pesquisa, estudos de comunidade e sociologia das profissões. Sua presença ativa e discreta perpassa instituições e iniciativas relevantes em especial entre os anos 1940 e 1960, entre elas notadamente a Escola Livre de Sociologia e Política de São Paulo, a Revista de Sociologia, o Setor de Pesquisa Social do Instituto de Administração da USP, o Centro Brasileiro de Pesquisas Educacionais no Rio de Janeiro.